# ウチコミ!!
『ウチコミ!!』は、村岡ユウによる日本の漫画。『週刊少年チャンピオン』（秋田書店）にて、2013年39号から2015年1号まで連載された。東京都を舞台にした柔道漫画。「取っ組み合いと熱い汗」や「巨乳のヒロイン」が登場し、『週刊少年チャンピオン』らしい作品である。

## ストーリー
小学生の頃から体の小ささと気の弱さでパシリ扱いでいじめられていた光石錬は、武蔵原高校に入学するも変わらぬ人間関係から抜け出せずにいた。体格差を言い訳に「いつかデカくなったら反撃する」と我慢を続ける日々だったが、いじめの場面を、部員不足から強者の入部を求めていた柔道部2年生の祭田春樹に目撃される。
祭田の発した「いつまで待たせるんだ」の言葉に「いつかなんてどうせ来ない」と気付いた錬はいじめの主犯の真壁に立ち向かう。これまでの習慣が思わぬ努力と鍛錬と執念となっていた錬の才能に気付いた祭田は、柔道部へと錬を勧誘する。入部試験として同じ1年生だが柔道経験者の結城飛悠馬と勝負をする錬は、ハンディキャップ戦ながら祭田のアドバイスで実力を見せ、入部を認められる。
武蔵原高校柔道部は、柔道の名門私立校・立川学園との対抗戦を控え燃えていた。祭田の因縁の相手、紅林宗吾と偶然出会う錬。また、新たに武蔵原柔道部の顧問となった場違い感ある八乙女真千華に戸惑う柔道部の面々。祭田は次第に焦りから皆と衝突するが、自分が連れてきた錬との勝負でチームの皆で勝ちたい気持ちを思い出す。
対抗戦では格の違いから控えメンバーで武蔵原を迎えるはずだった立川学園だったが、錬に未知の価値を感じた紅林や、対抗戦を見学に来た佐倉希と七瀬純を案内し武蔵原に対抗意識を持ってしまったレギュラーメンバーが出場することとなる。武蔵原高校柔道部は、新顧問・真千華先生による気まぐれのようにも見えるオーダー順で、立川学園のレギュラー陣に挑むこととなった。

## 登場人物

### 武蔵原高校
光石錬（みついし れん）
主人公。武藏原高校・柔道部。1年3組。
祭田春樹（まつりだ はるき）
武蔵原高校柔道部2年。四中出身。
結城飛悠馬（ゆうき ひゅうま）
1年生。四中出身。中学では祭田の後輩にあたる。レンとは同学年。中学からの柔道経験者で黒帯。
雪村貞夫（ゆきむら さだお）
柔道部キャプテン。3年生。
日下部丈二（くさかべ じょうじ）
柔道部1年生。謎の男。
伊達（だて）
入院中。
八乙女真千華（やおとめ まちか）
武蔵原高校柔道部の新顧問。

#### 武蔵原高校その他の人物
佐倉希（さくら のぞみ）
錬と同学年で小学生時代から幼馴染み。武蔵原高校1年3組。新入生代表挨拶も担当する優等生。頭も良く顔も良いのだが、貧乳に悩み中。
七瀬純（ななせ じゅん）
希の親友。錬と同学年で小学生時代から幼馴染み。武蔵原高校1年3組。背が小さく小学校時代から整列の際などに錬の近くにいることが多かったため、高校柔道部入学以降の錬の雰囲気の変化・成長に敏感。
真壁（まかべ）
小学生時代から錬の幼馴染。小学生時代から体が大きく錬をいじめていた。

### 立川学園
全国大会上位常連の強豪私立。
紅林宗吾（くればやし そうご）
立川学園高校柔道部のエース。2年生。錬の1学年上。祭田や飛悠馬と同じ四中出身。前年度の春の高校選手権で1年生で90kg以下級全国2位。今年こそはインターハイ個人戦90kg以下級優勝を目指している。
小田桐神（おだぎり じん）
1年生。「疾風の神」。
富士森優（ふじもり）
2年生。
新堂伊織（しんどう いおり）
3年生。主将（キャプテン）。
榎仁（えのき）
3年生。
大畑真人（おおはた）
3年生。
鬼尾（おにお）
立川学園高校・男子柔道部顧問の先生。『週刊少年チャンピオン』連載で『ウチコミ!!』の数年後を描いている柔道漫画『もういっぽん!』では、全国大会の金鷲旗高校柔道大会編において台詞はないながらも場面の端々に登場している姿が見受けられる。

### 大和東工業高校
東京都中部地区の優勝候補の強豪校。インターハイ東京都中部地区予選大会の団体戦で準々決勝で武蔵原高校と対戦する。
成美悟（なるみ さとる）
神崎龍（かんざき りゅう）
大和東工業高校柔道部主将。インターハイ東京都中部地区予選の団体戦では大将で出場し、武蔵原高校の雪村と対戦する。都大会の個人戦では100kg級で優勝している。村岡が『週刊少年チャンピオン』で連載したSF漫画『ヴィジランテ』1話にも登場しており、全日本柔道選手権大会連覇を賭けて決勝戦進出している数年後の姿が描かれている。
白木（しらき）
要（かなめ）
相馬（そうま）
顧問

### 泉大野高校
服部（はっとり）

### 鷹崎高校
郷原（ごうはら）

## 書誌情報
- 村岡ユウ 『ウチコミ!!』 秋田書店〈少年チャンピオン・コミックス〉、全7巻
  1. 2014年1月8日発売[2]、ISBN 978-4-253-22296-9
  2. 2014年3月7日発売[3]、ISBN 978-4-253-22297-6
  3. 2014年5月8日発売[4]、ISBN 978-4-253-22298-3
  4. 2014年7月8日発売[5]、ISBN 978-4-253-22299-0
  5. 2014年9月8日発売[6]、ISBN 978-4-253-22300-3
  6. 2014年11月7日発売[7]、ISBN 978-4-253-22306-5
  7. 2015年1月8日発売[8]、ISBN 978-4-253-22307-2